# 陡山吴氏祠
31°03′41″N 114°40′30″E / 31.06139°N 114.67500°E
陡山吴氏祠位于中华人民共和国湖北省黄冈市红安县八里湾镇陡山村，是全国重点文物保护单位。
吴氏祠始建于清乾隆二十八年（1763年），由当地吴氏宗族合资兴建，同治十年（1871年）、光绪二十八年（1902年）扩建。宗祠坐南朝北，三进四合院布局，面阔五间25米，进深56米。门楼称为观乐楼，为重檐歇山牌坊式。正殿进深约12米，高大宽广。祠内的石雕、木雕、砖雕等均较为精美，有较高的艺术价值。

## 文物保护情况
1992年12月16日，以“吴氏祠”的名义被湖北省人民政府列为第三批湖北省文物保护单位；2006年5月25日，以“陡山吴氏祠”的名义被中华人民共和国国务院列为第六批全国重点文物保护单位。
其作为文物的保护范围为：陡山吴氏祠及周围一定范围。四至：以祠堂外墙为界，东、西面向外延伸60米，南、北面向外延伸80米。
其作为文物的建设控制地带为：以保护范围四至为界，四周向外延伸60米。